# Planowanie i projektowanie sieci telekomunikacyjnych
Jeżeli edytujesz kod źródłowy, to aby uzyskać taki efekt: teoria, elektronem, Witolda Gombrowicza – twórz linki według składni: [[teoria]], [[elektron]]em, [[Witold Gombrowicz|Witolda Gombrowicza]].

Planowanie i projektowanie sieci telekomunikacyjnych – proces iteracyjny, obejmujący projektowanie topologiczne, syntezę sieci, realizację mający na celu zapewnienie, że nowa sieć telekomunikacyjna lub usługa spełni potrzeby abonenta i operatora. Proces może być dostosowany do każdej nowej sieci lub usługi.

## Metodologia planowania sieci
Tradycyjna metodologia planowania sieci w kontekście decyzji biznesowych obejmuje pięć warstw planowania:
- oceny potrzeby i oceny zasobów
- krótkoterminowego planowania sieci
- zasoby IT
- długo i średnioterminowe planowanie sieci
- eksploatacja i konserwacja[1].

Każda z tych warstw zawiera plany dla różnych horyzontów czasowych, np. warstwa planowania biznesowego określa planowanie, które operator musi wykonać, w celu upewnienia się, że sieć będzie działać zgodnie z wymaganiami przewidzianymi dla jej planowanego okresu użytkowania. Warstwa eksploatacji i konserwacji bada jednak, w jaki sposób sieć będzie funkcjonować na bieżąco.
Proces planowania sieci rozpoczyna się od pozyskania informacji zewnętrznych obejmujących:
- prognozy dotyczącej funkcjonowania nowej sieci lub usługi;
- informacji ekonomiczne dotyczące kosztów;
- szczegóły techniczne dotyczące możliwości sieci[1][2].

Planowanie nowej sieci lub usługi obejmuje wdrożenie nowego systemu na pierwszych czterech warstwach modelu odniesienia OSI. Wybory muszą być wykonane dla protokołów i technologii transmisji.
Proces planowania sieci składa się z trzech głównych kroków:
- Projekt topologiczny – obejmuje ustalenie, gdzie umieścić komponenty i jak je połączyć. Metody optymalizacji (topologiczne), które można wykorzystać na tym etapie, pochodzą z dziedziny matematyki zwanej teorią grafów. Metody te obejmują określenie kosztów transmisji i kosztów przełączania, a tym samym określenie optymalnej macierzy połączeń i lokalizacji przełączników, koncentratorów[1].
- Synteza sieci – obejmuje określenie rozmiaru używanych komponentów z zastrzeżeniem kryteriów wydajności, takich jak klasa usług (GOS). Stosowana metoda jest znana jako „optymalizacja nieliniowa” i polega na określaniu topologii, wymaga GOS, kosztów transmisji itp., wykorzystuje te informacje do obliczenia planu routingu i wielkości elementów[1].
- Realizacja sieci – polega na określeniu sposobu spełnienia wymagań przepustowości i zapewnienia niezawodności w sieci. Stosowana metoda jest znana jako „Multicommodity Optimization Flow” i polega na określeniu wszystkich informacji odnoszących się do popytu, kosztów i niezawodności, a następnie przy użyciu tych informacji do obliczania rzeczywistego fizycznego planu obwodu[1].

Etapy są wykonywane iteracyjnie i równolegle względem siebie.

## Rola prognozowania
Podczas procesu planowania i projektowania sieci szacuje się oczekiwaną intensywność ruchu i obciążenie sieci, które sieć musi obsługiwać. Jeżeli sieć o podobnym charakterze już istnieje, pomiary ruchu w takiej sieci można wykorzystać do obliczenia dokładnego obciążenia ruchem. Jeśli nie ma podobnych sieci, planista sieci musi użyć metod prognozowania telekomunikacyjnego, aby oszacować oczekiwaną intensywność ruchu.
Proces prognozowania obejmuje kilka kroków:
- Zdefiniowanie problemu;
- Pozyskiwanie danych;
- Wybór metody prognozowania;
- Analiza / Prognozowanie;
- Dokumentacja i analiza wyników.

## Wymiarowanie
Wymiarowanie nowej sieci określa minimalne wymagania dotyczące pojemności (przepustowości), które nadal pozwolą na spełnienie wymagań usługi Teletraffic Grade of Service (GoS). Aby to zrobić, wymiarowanie obejmuje planowanie dla ruchu w godzinach szczytu, czyli tej godziny w ciągu dnia, w której natężenie ruchu jest największe.
Proces wymiarowania obejmuje określenie topologii sieci, planu routingu, macierzy ruchu i wymagań GoS, a także wykorzystanie tych informacji do określenia maksymalnej zdolności obsługi połączeń przełączników i maksymalnej liczby kanałów wymaganych między przełącznikami. Proces ten wymaga kompleksowego modelu, który symuluje zachowanie się urządzeń sieciowych i protokołów routingu.
Zasada wymiarowania polega na tym, że planista musi zadbać o to, aby obciążenie ruchem nigdy nie zbliżało się do obciążenia o wartości 100%. W celu obliczenia poprawnego wymiarowania według powyższej zasady, planista musi wykonywać bieżące pomiary ruchu sieciowego i stale utrzymywać, aktualizować zasoby w celu spełnienia zmieniających się wymagań. Inną przyczyną nadmiernego dostarczania jest upewnienie się, że ruch może zostać przekierowany w przypadku wystąpienia awarii w sieci.
Ze względu na złożoność wymiarowania sieci zwykle odbywa się to przy użyciu specjalistycznych narzędzi programowych. Podczas gdy badacze zwykle opracowują niestandardowe oprogramowanie do badania konkretnego problemu, operatorzy sieci zwykle korzystają z komercyjnego oprogramowania do planowania sieci.

## Inżynieria ruchu
W porównaniu do inżynierii sieci, która dodaje do sieci zasoby, takie jak łącza, routery i przełączniki, cele inżynierii ruchu zmieniają ścieżki ruchu w istniejącej sieci, aby złagodzić zatory komunikacyjne lub zaspokoić większe zapotrzebowanie ruchu.
Ta technologia ma kluczowe znaczenie, gdy koszt rozbudowy sieci jest zbyt wysoki, a obciążenie sieci nie jest optymalnie zrównoważone. Pierwsza część stanowi motywację finansową dla inżynierii ruchu, natomiast druga część daje możliwość wdrożenia tej technologii.

## Przeżywalność
Przeżywalność sieci umożliwia sieci utrzymanie maksymalnej łączności sieciowej i jakości usług w warunkach awarii. Jest to jedno z najważniejszych wymagań w planowaniu i projektowaniu sieci. Obejmuje to wymagania projektowe dotyczące topologii, protokołu, przydzielania przepustowości itp. Wymaganiem topologii może być utrzymanie minimalnie dwóch połączonych sieci na dowolnej awarii jednego łącza lub węzła. Wymagania protokołu obejmują użycie dynamicznego protokołu routingu do przekierowania ruchu na dynamikę sieci podczas przejścia wymiarowania sieci lub awarii sprzętu. Wymagania dotyczące alokacji przepustowości pozwalają aktywnie przydzielić dodatkową przepustowość, aby uniknąć utraty ruchu w warunkach awarii. Temat ten był aktywnie badany na konferencjach, takich jak International Workshop on Design of Reliable Communication Networks.

## Narzędzia
Dostępnych jest wiele różnych narzędzi do planowania i projektowania sieci w zależności od używanych technologii.
Należą do nich:
- OPNET
- NetSim